# Euphyia fuscofasciata
Euphyia fuscofasciata är en fjärilsart som beskrevs av Meves 1914. Euphyia fuscofasciata ingår i släktet Euphyia och familjen mätare. Inga underarter finns listade i Catalogue of Life.